# Gladarberget
Gladarberget, ett 33,5 ha stort kommunalt naturreservat i Örebro kommun. Det inrättades 2010 och ligger söder om bebyggelsen i Hovsta samhälle. Reservatet utgörs av ett bergigt område med blandskog. Bland arter som har hittats i Gladarberget kan nämnas brudborste, nattviol, grönvit nattviol, blåtry, bandpraktmossa och klubbmurkling. I området går en motionsslinga.